# Grążawy (gromada)
Grążawy – dawna gromada, czyli najmniejsza jednostka podziału terytorialnego Polskiej Rzeczypospolitej Ludowej w latach 1954–1972.
Gromady, z gromadzkimi radami narodowymi (GRN) jako organami władzy najniższego stopnia na wsi, funkcjonowały od reformy reorganizującej administrację wiejską przeprowadzonej jesienią 1954 do momentu ich zniesienia z dniem 1 stycznia 1973, tym samym wypierając organizację gminną w latach 1954–1972.
Gromadę Grążawy z siedzibą GRN w Grążawach utworzono – jako jedną z 8759 gromad na obszarze Polski – w powiecie brodnickim w woj. bydgoskim, na mocy uchwały nr 24/2 WRN w Bydgoszczy z dnia 5 października 1954. W skład jednostki weszły obszary dotychczasowych gromad Grążawy, Łaszewo, Miesiączkowo i Zdroje ze zniesionej gminy Grążawy w tymże powiecie. Dla gromady ustalono 23 członków gromadzkiej rady narodowej.
31 grudnia 1961 do gromady Grążawy włączono wsie Świerczyny i Cielęta oraz PGR Cielęta ze zniesionej gromady Świerczyny w tymże powiecie.
1 stycznia 1969 do gromady Grążawy włączono obszar zniesionej gromady Radoszki w tymże powiecie.
Gromada przetrwała do końca 1972 roku, czyli do kolejnej reformy gminnej. 1 stycznia 1973 w powiecie brodnickim reaktywowano gminę Grążawy.